# ロッド・エヴァンス
ロッド・エヴァンス（Rod Evans , 1947年1月19日 - ）は、イングランド出身のヴォーカリスト。ディープ・パープルのオリジナル・メンバー。

## 来歴

### 生い立ち
イングランドのスラウで生まれる。少年時代にロックン・ロールに興味を持ち、中学を卒業後、ロンドンに移る。

### 黎明期
1965年頃にMI5というバンドに加入。MI5はやがてメイズ（The Maze）と改名し、ドラマーのイアン・ペイスを迎え、1967年にはシングル・レコードを数作発売するが、いずれも成功を収めることはなかった。

### ディープ・パープル
1967年12月、エヴァンスはジョン・ロードとリッチー・ブラックモアが新たに結成し始めたラウンドアバウトのオーディションに合格した。
ラウンドアバウトは1968年夏にディープ・パープルと改名してデビュー。彼等は、エヴァンスの在籍期間中、3作のアルバムを発表して「ハッシュ」と「ケンタッキー・ウーマン」のヒット曲を放った。
1969年4月初めから5月末まで行なわれた2度目のアメリカ・ツアーの途中、ロードとブラックモアはハード・ロックを指向してエヴァンスを辞めさせることを決意。エヴァンスは6月にイギリス各地で行なわれたコンサートを経て、7月4日のカーディフ公演を最後にディープ・パープルを去った。彼の後任にはイアン・ギランが迎えられた。

### キャプテン・ビヨンド
エヴァンスはアメリカに渡り、キャピトル・レコードと契約してシングル'Hard To Be Without You' / 'You Can't Love A Child Like A Woman'を録音した。このシングルのプロモーション版は1970年10月に制作されたが、正式発表はなく、未発表のままお蔵入りになった。
1971年、元アイアン・バタフライのラリー・ライノ・ラインハルト（ギター）とリー・ドーマン（ベース・ギター）、ジョニー・ウィンターと優れた演奏を残したボビー・コールドウェル（ドラムス）とキャプテン・ビヨンドを結成した。
彼等は1972年7月にデビュー・アルバムを発表して高い評価を得たが、アメリカでのセールスが振るわず商業的には苦戦を強いられた。エヴァンスは1973年、2作目のアルバムの発表後に脱退した。
キャプテン・ビヨンドはメンバーの入れ替わりが激しく、軌道に乗らないまま1973年に活動を休止。1977年に再結成されたが、エヴァンスは参加しなかった。

### 偽ディープ・パープル騒動
1980年、エヴァンスはロック史に残る「偽ディープ・パープル騒動」を起こした。彼は1976年に解散したディープ・パープルの名前を騙ったバンドを無断で結成して活動したのである。
彼はTom De Rivera（ベース）、Geoff Emery（キーボード）、Tony Flynn（ギター）、 Dick Juergens（ドラムス）という無名のミュージシャン達とディープ・パープルを名乗るバンドを結成して、新聞に広告を載せ、1980年5月からアメリカ、カナダ、メキシコでコンサートを開いた。彼等はエヴァンスの在籍期間の曲ではない「スモーク・オン・ザ・ウォーター」「ハイウェイ・スター」なども演奏したが、実体は単なる偽者に過ぎなかった。それに気付いた観客は激怒して瓶などをステージに投げつけたという。彼等は同年9月20日まで合計19回のコンサートを開き、ディープ・パープルの管理会社が広告などで虚偽を知らせて対抗した。
1980年6月、ディープ・パープルのマネージャーだったトニー・エドワーズとジョン・コレッタは、ロサンゼルスの連邦地方裁判所に訴えて、エヴァンスのバンドにディープ・パープルの名前を使わないように命令することを求め、商標に関するアメリカ合衆国の法律であるランハム法（Lanham Act）に基づいてディープ・パープルの管理側が受けた損害の賠償請求を訴えた。エヴァンスはコンサートの予約手数料（booking fee）の印税を受け取る唯一の人物になっていたので責任の全てを一人で負わされ、672,000ドルの損害賠償を命じられた。さらに彼は、自分が関わったディープ・パープルのアルバムの印税を所得する権利を放棄させられた。

### その後
この騒動の後、エヴァンスは表舞台から姿を消した。
ディープ・パープルのメンバーとは、2023年現在に至るまで絶縁状態にある。2016年にディープ・パープルがロックの殿堂入りを果たした時、彼は8名の受賞者に含まれたが授賞式を欠席し、他の受賞者のスピーチでも彼の名前は一切挙がらなかった。

## ディスコグラフィ

### ディープ・パープル
オリジナル・アルバム
- 『ハッシュ』 - Shades of Deep Purple (1968年)
- 『詩人タリエシンの世界』 - The Book of Taliesyn (1968年)
- 『ディープ・パープル III』 - Deep Purple (1969年)

ライヴ・アルバム
- Inglewood – Live in California (2002年)
- BBC Sessions 1968–1970 (2011年)[注釈 9]

編集アルバム
エヴァンスが在籍した第1期ディープ・パープルの音源のみを編集したアルバムを記す。
- 『紫の軌跡（英語版）』 - Purple Passages (1972年)
- The Early Years (2004年)

シングル
- 「ハッシュ（英語版）」(1968年)[18]
- 「ケンタッキー・ウーマン（英語版）」(1968年)[19]
- 「リヴァー・ディープ・マウンテン・ハイ（英語版）」(1968年)[20]
- 「エマレッタ」- Emmaretta (1969年)[21]

### キャプテン・ビヨンド
オリジナル・アルバム
- 『キャプテン・ビヨンド（英語版）』 - Captain Beyond (1972年)
- 『衝撃の極地（英語版）』 - Sufficiently Breathless (1973年)

ライブ・アルバム
- Live - Far Beyond A Distant Sun[22]
- Live In Texas October 6, 1973[23]
- Live Anthology[24]
- 04.30.72[25]
- Live In New York - July 30th, 1972[26]
- Live In Miami August 19, 1972[27]

その他
- Lost & Found 1972-1973[28]